# Sarops alberta
Sarops alberta är en stekelart som beskrevs av Riegel 1982. Sarops alberta ingår i släktet Sarops och familjen bracksteklar. Inga underarter finns listade i Catalogue of Life.